# 天主教瓜納雷教區
天主教瓜納雷教區（拉丁語：Dioecesis Guanarensis）是委內瑞拉一個羅馬天主教教區，屬巴基西梅托總教區。
教區成立於1954年6月7日，位於波圖格薩州。2006年有教友356,000人（佔轄區總人口87.9%）、十六個堂區、廿五名司鐸。現任教區主教為若瑟·德拉特立尼達·巴萊拉·安古洛。